# Kênh Ninh Phước 2
Kênh Ninh Phước 2 là một con sông đổ ra Kênh Tri Tôn. Sông có chiều dài 17 km và diện tích lưu vực là km². Kênh Ninh Phước 2 chảy qua các tỉnh An Giang, Kiên Giang.